# Jozef Emanuel
Jozef Emanuel (18. března 1803 Vrbové, Rakousko – 8. května 1890 Košeca, Rakousko-Uhersko) byl slovenský básník.

## Život a dílo
Jozef Emanuel studoval na gymnáziích v Nitře a od roku 1821 v Bratislavě, filozofii v Nitře a teologii v Trnavě.
Po kněžském vysvěcení kaplanoval v Bytči a Košeci. Od roku 1845 byl farářem v Horních Kočkovcích. Roku 1846 přešel na faru do Košece, ke které se váže podstatná část jeho kněžského působení. Od roku 1860 byl děkanem Ilavského distriktu.[zdroj?] Roku 1870 byl zvolen do prvního výboru Spolku sv. Vojtěcha.
Byl zakládajícím členem Matice slovenské a gymnázia v Kláštoru pod Znievom.
Vedle kněžské činnosti vyznačil se jako básník, plodný publicista a propagátor českého tisku. Příležitostnými básněmi a písněmi, nábožensko-mravními úvahami i humoristickými články přispíval do několika slovenských časopisů: Cyrill a Method, Černokňažník, Literárne listy, Katolícke noviny, Slovenské noviny, Orol tatranský, Priateľ školy a literatúry, Sokol a Rarášek.
První básně mu pomohl uveřejnit Ľudovít Štúr v Orlu tatranském v letech 1845–1846 pod názvem K Orlovi, Jeseň a K novému roku rodákom. Na základě těchto publikací mohl Jozef Miloslav Hurban ve své odpovědi na Kollárův polemický spis Hlasové o potřebě jednoty spisovného jazyka pro Čechy, Moravany a Slováky uvést Josefa Emmanuela spolu s dalšími slovenskými literáty jako autora, který dokumentoval příklon slovenských spisovatelů k spisovné češtině.
Už v padesátých letech 19. století se Emanuel zapojil do hnutí spolků střízlivosti. V Katolických novinách uveřejnil články proti pití Pálenka a její miláček (1852) a Žiaľ a vzdychanie bohabojného hospodára nad ľudom korheľstvu oddaným (1855). Tam publikoval i báseň Masopust (1884), ve které staví do protikladu slavení masopustu v minulosti a současnosti. V pálence vidí příčinu mravního a hospodářského úpadku lidu.
Úspěšná byla také Emmanuelova vánoční hra Betlém (Budín 1856), která rozšířila poměrně skromnou slovenskou divadelní produkci období bachovského absolutismu.
Mnohostrannost Emmanuelovy kulturní činnosti potvrzují jeho příspěvky v humoristických časopisech Černokněžník a Rarášek, kde publikoval cyklus humoresek s ústřední postavou Raráška.